# شاندرا موهان شارما
شاندرا موهان شارما (بالهندية: चन्द्र मोहन शर्मा؛ بالإنجليزية: Chandra Mohan Sharma) هو ناشط هندي، ولد في 1976.